# Municipio de Prairie Springs
El municipio de Prairie Springs (en inglés: Prairie Springs Township) es un municipio ubicado en el condado de Jackson en el estado estadounidense de Iowa. En el año 2010 tenía una población de 627 habitantes y una densidad poblacional de 6,73 personas por km².

## Geografía
El municipio de Prairie Springs se encuentra ubicado en las coordenadas 42°20′18″N 90°36′26″O / 42.33833, -90.60722. Según la Oficina del Censo de los Estados Unidos, el municipio tiene una superficie total de 93.23 km², de la cual 93,23 km² corresponden a tierra firme y (0 %) 0 km² es agua.

## Demografía
Según el censo de 2010, había 627 personas residiendo en el municipio de Prairie Springs. La densidad de población era de 6,73 hab./km². De los 627 habitantes, el municipio de Prairie Springs estaba compuesto por el 98,88 % blancos y el 1,12 % eran de una mezcla de razas. Del total de la población el 0,8 % eran hispanos o latinos de cualquier raza.